# ACT Apricot Xi
ACT Apricot Xi (Apricot Xi) је професионални рачунар, производ фирме ACT који је почео да се израђује у Уједињеном Краљевству током 1984. године.
Користио је Intel 8086 као централни микропроцесор а RAM меморија рачунара Apricot Xi је имала капацитет од 256k, до 768k. 
Као оперативни систем кориштен је MS-DOS 2.0, CP/M 86, Concurrent CP/M.

## Детаљни подаци
Детаљнији подаци о рачунару Apricot Xi су дати у табели испод.
|                       |                                                                                              |
| [ 1 ]                 |                                                                                              |
| Произвођач            |                                                                                              |
| Тип                   | професионални рачунар                                                                        |
| Меморија              | 256k, до 768k                                                                                |
| Поријекло             | Уједињено Краљевство                                                                         |
| Година                | 1984                                                                                         |
| Тастатура             | тастатура са пуним помаком тастера, 101 тастер, 8 функцијских тастера, 6 функцијских тастера |
| Процесор              | 8086                                                                                         |
| Фреквенција процесора | 4,77                                                                                         |
| RAM                   | 256k, до 768k                                                                                |
| ROM                   |                                                                                              |
| Текст                 | 80 x 25, 132 x 50 (матрица знакова 10 x 16)                                                  |
| Графика               | 800 x 400                                                                                    |
| Боја                  |                                                                                              |
| Звук                  | 1 тонски канал                                                                               |
| Димензије             | главна јединица : 42 x 32 x 10                                                               |
| Портови               |                                                                                              |
| Оперативни систем     |                                                                                              |